# Hollow Crown (álbum)
Hollow Crown es el tercer álbum de estudio de la banda británica de metalcore Architects. Lanzado el 26 de enero de 2009 bajo el sello de United By Fate, Distort y Century Media (con esta última, el álbum no fue lanzado hasta el 10 de febrero de 2009). Fue grabado durante el verano de 2008 en Outhouse Studios, Reading, y en el canal de Youtube de la banda se pueden ver videos de la banda en el estudio. La revista Kerrang! calificó al álbum con su máxima nota KKKKK.

## Antecedentes
El 18 de julio de 2010 la banda anunció que el álbum fue relanzado (solo en el Reino Unido) el 16 de agosto de ese mismo año. Este relanzamiento contaba con un remix de la canción "Hollow Crown" y un DVD con un documental de los 18 meses previos al álbum.

## Estilo de música y letras
Estilísticamente, este álbum se considera una progresión musical con respecto a su predecesor, un sonido cada vez más cercano al metalcore que aleja a la banda de su sonido mathcore original. El número de veces en el que se usan las voces limpias aumenta, al igual que los screamings agudos con respecto a los graves de Ruin. También, la banda se aleja más de sus orígenes como banda de mathcore, usando canciones más tradicionales, riffs más simples, más trozos melódicos, y el uso de teclados.
Sam Carter, vocalista de la banda, dice que las letras de este álbum hablan de cosas que le pasan a él diariamente, cosas tan simples como montarse en un coche con tus amigos.

## Lista de canciones
| Hollow Crown |                             |          |  |
| N.º          | Título                      | Duración |  |
| 1.           | «Early Grave»               | 3:33     |  |
| 2.           | «Dethroned»                 | 3:07     |  |
| 3.           | «Numbers Count for Nothing» | 3:50     |  |
| 4.           | «Follow the Water»          | 3:41     |  |
| 5.           | «In Elegance»               | 4:17     |  |
| 6.           | «We're All Alone»           | 3:01     |  |
| 7.           | «Borrowed Time»             | 2:31     |  |
| 8.           | «Every Last Breath»         | 3:29     |  |
| 9.           | «One of These Days»         | 2:34     |  |
| 10.          | «Dead March»                | 3:47     |  |
| 11.          | «Left with a Last Minute»   | 2:58     |  |
| 12.          | «Hollow Crown»              | 4:25     |  |
| 41:13        |                             |          |  |

| Pista adicional |                |          |  |
| N.º             | Título         | Duración |  |
| 13.             | «To The Death» | 2:38     |  |
| 43:51           |                |          |  |

## Integrantes
- Sam Carter - voz
- Tom Searle (†) - guitarra solista
- Tim Hillier-Brook - guitarra rítmica
- Alex "Ali" Dean - bajo
- Dan Searle - batería
- Producido por Ben Humphreys y John Mitchell
- Mezclado por John Mitchell
- Portada por Empty Designs

- Datos: Q3786301